# Llac Chelan
El llac Chelan és un llac dels Estats Units que ocupa el 27è. lloc de llacs més profunds del món. Justament el seu nom deriva de la paraula Tsi - Laan en les llengües salish, que significa "aigua profunda".

## Característiques
El llac té dues zones diferenciades: Wapato i Lucerne. Wapato és la zona més petita, amb escassa fondària, formada per un glacial, els sediments del qual encara resten entre el fons del llac i la roca. Lucerne, en canvi, es va formar de manera independent i ocupa una major àrea. És aquí on el llac assoleix la seva profunditat característica. Conté el 92% del volum total d'aigua del llac. Aquesta aigua arriba de forma majoritària de dos rius que desemboquen al Chelan: el riu Stehekin (que aporta el 65% del cabal total) i el Railroad Creek. La resta de l'aigua prové de les precipitacions en forma de pluja i neu (la zona té un clima fred). El llac Chelan desemboca en el riu homònim.
El llac està relativament aïllat. Les poblacions més properes són les de Chelan i Manson i entre les dues no sumen 5000 residents estables. Hi ha residències particulars i comunitats que han buscar el recer del llac per establir-s'hi, però són d'escàs nombre d'habitants. El terreny dels voltants és muntanyenc i boscós, amb escasses zones de platja o costa accessible, donada l'estretor del llac en molts punts.
El llac conté abundància de peixos, per la qual cosa la pesca recreativa és una de les activitats principals. Hi viuen espècies com el Salvelinus confluentus, la truita de Westslope, el Catostomus macrocheilus, el Catostomus catostomus, el Catostomus columbianus, el Ptychocheilus oregonensis, el Mylocheilus caurinus, el Richardsonius balteatus, el Prosopium williamsoni, el Prosopium coulterii, el Oncorhynchus clarkii bouvieri, la truita de rierol, el salmó vermell, i el Salvelinus namaycush, que assoleix en aquest llac els rècords d'exemplars grossos.
Tota la zona que envolta el llac ha estat declarada parc natural, el parc de la Lake Chelan National Recreation Àrea, que al seu torn forma part del Parc Nacional de les Cascades del Nord. Aquesta protecció limita l'accés en vehicle privat, l'edificació i les activitats que es poden dur a terme als boscos de les ribes (en la major part es tracta de turisme esportiu), així com preserva la fauna local.